# Bactrocera romigae
Bactrocera romigae is een vliegensoort uit de familie van de boorvliegen (Tephritidae). De wetenschappelijke naam van de soort werd voor het eerst geldig gepubliceerd in 1981 door Drew en Hancock.